# Switchfoot
Switchfoot ist eine Alternative-Rock-Band aus San Diego, Kalifornien (USA), die für ihre spirituell aufrüttelnden und sozial bewussten Liedtexte bekannt ist.

## Geschichte
Switchfoot gewann an Popularität, nachdem vier ihrer Songs im Jahr 2002 im Film Nur mit Dir erschienen sind. Dies brachte ihnen 2003 ihr Debüt bei einem großen Label, The Beautiful Letdown hat sich 2,6 Millionen Mal verkauft. Auf dem Album sind auch ihre bekanntesten Singles Meant to Live und Dare You to Move enthalten.
2008 steuerte Switchfoot mit This Is Home den Song zum Film Die Chroniken von Narnia: Prinz Kaspian von Narnia bei. 2009 hat die Band ihr siebtes Studioalbum Hello Hurricane aufgenommen. Das aus diesem Album stammende Lied Bullet Soul diente beim WWE Pay Per View Tables, Ladders & Chairs 2009 als offizieller Theme Song. Der Song The War Inside aus dem Album Vice Verses ist im Trailer zum Film In Time zu hören.

## Bandmitglieder
Tim (Timothy David) Foreman (* 15. August 1978 in Lake Arrowhead, Kalifornien) ist der Bassist, Co-Songwriter und Hintergrundsänger der Band. Er wurde zwei Jahre nach seinem Bruder Jon Foreman, dem Songwriter, Sänger und Leadgitarristen von Switchfoot, in Lake Arrowhead geboren. Danach zog seine Familie nach Boston, Massachusetts, und später nach Norfolk, Virginia. Schon seit geraumer Zeit leben sie jedoch in San Diego, Kalifornien, der Heimatstadt aller Bandmitglieder.
Seine Ehefrau Andrea lernte Foreman auf der High School kennen. Sie haben einen Sohn (* April 2005) namens Jett.
Foreman machte einen Abschluss in Computer Design an der University of California, San Diego und hat schon zahlreiche Preise bei Surfwettbewerben abgeräumt. Man nennt ihn auch den „Ninja“. Foremans musikalische Einflüsse sind Paul McCartney und die Beatles.
Das Bassspielen bekam Tim von seinem Bruder Jon beigebracht. Er fing damit an, als er in die fünfte Klasse ging. Richtigen Unterricht nahm er nie. Zu Beginn seiner Karriere benutzte Tim einen Fender Precision Bass mit Ampeg SVT Verstärker. Zurzeit spielt er auf Lakland Bässen, deren Sound über Gallien-Krueger-Verstärker verbreitet wird (z. B. Lakland 4-94, Lakland Hollowbody, Lakland Decade, Gibson Thunderbird, Fender Mustang Bass, Line6 Bass PODXTL, Music Man Stingray, Gallien-Krueger 2001RB head und ein Music Man Bass).

## Diskografie

### Studioalben
| Jahr | Titel                          | Höchstplatzierung, Gesamtwochen, AuszeichnungChartplatzierungen (Jahr, Titel, Platzierungen, Wochen, Auszeichnungen, Anmerkungen) | Höchstplatzierung, Gesamtwochen, AuszeichnungChartplatzierungen (Jahr, Titel, Platzierungen, Wochen, Auszeichnungen, Anmerkungen) | Höchstplatzierung, Gesamtwochen, AuszeichnungChartplatzierungen (Jahr, Titel, Platzierungen, Wochen, Auszeichnungen, Anmerkungen) | Höchstplatzierung, Gesamtwochen, AuszeichnungChartplatzierungen (Jahr, Titel, Platzierungen, Wochen, Auszeichnungen, Anmerkungen) | Höchstplatzierung, Gesamtwochen, AuszeichnungChartplatzierungen (Jahr, Titel, Platzierungen, Wochen, Auszeichnungen, Anmerkungen) | Anmerkungen                              |
| Jahr | Titel                          | DE | AT | CH | UK | US | Anmerkungen                              |
| ---- | ------------------------------ | --- | --- | --- | --- | --- | ---------------------------------------- |
| 2003 | The Beautiful Letdown          | — | — | — | — | US16 ×3Dreifachplatin · (118 Wo.)US                                                                                               | Erstveröffentlichung: 25. Februar 2003   |
| 2005 | Nothing Is Sound               | — | — | — | — | US3 Gold · (20 Wo.)US | Erstveröffentlichung: 13. September 2005 |
| 2006 | Oh! Gravity.                   | — | — | — | — | US18 (10 Wo.)US | Erstveröffentlichung: 26. Dezember 2006  |
| 2009 | Hello Hurricane                | — | — | — | — | US13 (13 Wo.)US | Erstveröffentlichung: 10. November 2009  |
| 2011 | Vice Verses                    | — | — | — | — | US8 (10 Wo.)US | Erstveröffentlichung: 27. September 2011 |
| 2014 | Fading West                    | — | — | CH90 (1 Wo.)CH | — | US6 (10 Wo.)US | Erstveröffentlichung: 14. Januar 2014    |
| 2016 | Where the Light Shines Through | — | — | CH69 (1 Wo.)CH | — | US10 (2 Wo.)US | Erstveröffentlichung: 8. Juli 2016       |
| 2019 | Native Tongue                  | — | — | — | — | US41 (1 Wo.)US | Erstveröffentlichung: 18. Januar 2019    |

### Livealben
| Jahr | Titel                           | Anmerkungen                            |
| ---- | ------------------------------- | -------------------------------------- |
| 2008 | Best of Bootlegs Vol. 1         | Erstveröffentlichung: 31. März 2008    |
| 2009 | The Best Yet: Live in Nashville | Erstveröffentlichung: 4. Dezember 2009 |
| 2016 | Live in Manila                  | Erstveröffentlichung: September 2016   |
| 2016 | Live in Chicago                 | Erstveröffentlichung: Oktober 2016     |

### Kompilationen
| Jahr | Titel        | Höchstplatzierung, Gesamtwochen, AuszeichnungChartplatzierungen (Jahr, Titel, Platzierungen, Wochen, Auszeichnungen, Anmerkungen) | Höchstplatzierung, Gesamtwochen, AuszeichnungChartplatzierungen (Jahr, Titel, Platzierungen, Wochen, Auszeichnungen, Anmerkungen) | Höchstplatzierung, Gesamtwochen, AuszeichnungChartplatzierungen (Jahr, Titel, Platzierungen, Wochen, Auszeichnungen, Anmerkungen) | Höchstplatzierung, Gesamtwochen, AuszeichnungChartplatzierungen (Jahr, Titel, Platzierungen, Wochen, Auszeichnungen, Anmerkungen) | Höchstplatzierung, Gesamtwochen, AuszeichnungChartplatzierungen (Jahr, Titel, Platzierungen, Wochen, Auszeichnungen, Anmerkungen) | Anmerkungen                            |
| Jahr | Titel        | DE | AT | CH | UK | US | Anmerkungen                            |
| ---- | ------------ | --- | --- | --- | --- | --- | -------------------------------------- |
| 2008 | The Best Yet | — | — | — | — | US123 (1 Wo.)US | Erstveröffentlichung: 4. November 2008 |

Weitere Kompilationen
- 1997: The Legend of Chin
- 1999: New Way to Be Human
- 2000: Learning to Breathe
- 2004: The Early Years: 1997–2000 (US: Gold)
- 2009: Building a Hurricane
- 2010: Eastern Hymns for Western Shores
- 2012: Vice Re-Verses
- 2013: Playlist: The Very Best of

### EPs
| Jahr | Titel                 | Höchstplatzierung, Gesamtwochen, AuszeichnungChartplatzierungen (Jahr, Titel, Platzierungen, Wochen, Auszeichnungen, Anmerkungen) | Höchstplatzierung, Gesamtwochen, AuszeichnungChartplatzierungen (Jahr, Titel, Platzierungen, Wochen, Auszeichnungen, Anmerkungen) | Höchstplatzierung, Gesamtwochen, AuszeichnungChartplatzierungen (Jahr, Titel, Platzierungen, Wochen, Auszeichnungen, Anmerkungen) | Höchstplatzierung, Gesamtwochen, AuszeichnungChartplatzierungen (Jahr, Titel, Platzierungen, Wochen, Auszeichnungen, Anmerkungen) | Höchstplatzierung, Gesamtwochen, AuszeichnungChartplatzierungen (Jahr, Titel, Platzierungen, Wochen, Auszeichnungen, Anmerkungen) | Anmerkungen                             |
| Jahr | Titel                 | DE | AT | CH | UK | US | Anmerkungen                             |
| ---- | --------------------- | --- | --- | --- | --- | --- | --------------------------------------- |
| 2014 | The Edge of the Earth | — | — | — | — | US39 (1 Wo.)US | Erstveröffentlichung: 9. September 2014 |

Weitere EPs
- 2004: Live – EP
- 2006: Oh! EP
- 2010: iTunes Session
- 2012: Backstage EP
- 2013: Fading West EP
- 2013: Backstage EP#2

### Singles
| Jahr | Titel Album                            | Höchstplatzierung, Gesamtwochen, AuszeichnungChartplatzierungen (Jahr, Titel, Album, Platzierungen, Wochen, Auszeichnungen, Anmerkungen) | Höchstplatzierung, Gesamtwochen, AuszeichnungChartplatzierungen (Jahr, Titel, Album, Platzierungen, Wochen, Auszeichnungen, Anmerkungen) | Höchstplatzierung, Gesamtwochen, AuszeichnungChartplatzierungen (Jahr, Titel, Album, Platzierungen, Wochen, Auszeichnungen, Anmerkungen) | Höchstplatzierung, Gesamtwochen, AuszeichnungChartplatzierungen (Jahr, Titel, Album, Platzierungen, Wochen, Auszeichnungen, Anmerkungen) | Höchstplatzierung, Gesamtwochen, AuszeichnungChartplatzierungen (Jahr, Titel, Album, Platzierungen, Wochen, Auszeichnungen, Anmerkungen) | Anmerkungen                         |
| Jahr | Titel Album                            | DE | AT | CH | UK | US | Anmerkungen                         |
| ---- | -------------------------------------- | --- | --- | --- | --- | --- | ----------------------------------- |
| 2003 | Meant to Live The Beautiful Letdown    | — | — | — | UK29 (2 Wo.)UK | US18 Gold · (28 Wo.)US | Erstveröffentlichung: 28. Juli 2003 |
| 2004 | Dare You to Move The Beautiful Letdown | — | — | — | — | US17 Gold · (20 Wo.)US | Erstveröffentlichung: 2. März 2004  |
| 2005 | Stars Nothing Is Sound                 | — | — | — | — | US68 Gold · (5 Wo.)US | Erstveröffentlichung: 5. Juli 2005  |

### Videoalben
| Jahr | Titel                       | Anmerkungen                                    |
| ---- | --------------------------- | ---------------------------------------------- |
| 2003 | Switchfootage               | Erstveröffentlichung: 22. Dezember 2003        |
| 2004 | Live in San Diego           | Erstveröffentlichung: 23. März 2004 · US: Gold |
| 2006 | Switchfootage 2             | Erstveröffentlichung: Dezember 2006            |
| 2007 | Live at the Ventura Theatre | Erstveröffentlichung: 21. November 2007        |

## Auszeichnungen für Musikverkäufe
| Goldene Schallplatte - Kanada - 2007: für das Album The Beautiful Letdown |

Anmerkung: Auszeichnungen in Ländern aus den Charttabellen bzw. Chartboxen sind in ebendiesen zu finden.
| Land/RegionAuszeichnungen für Musikverkäufe (Land/Region, Auszeichnungen, Verkäufe, Quellen) | Gold     | Platin     | Verkäufe  | Quellen         |
| -------------------------------------------------------------------------------------------- | -------- | ---------- | --------- | --------------- |
| Kanada (MC)                                                                                  | Gold1    | —          | 50.000    | musiccanada.com |
| Vereinigte Staaten (RIAA)                                                                    | 6× Gold6 | 3× Platin3 | 5.550.000 | riaa.com        |
| Insgesamt                                                                                    | 7× Gold7 | 3× Platin3 |           |                 |